# 尼卡西奥 (加利福尼亞州)
尼卡西奧（英語：Nicasio）是位於美國加利福尼亞州馬林縣的一個人口普查指定地區。

## 地理
尼卡西奧的座標為38°03′42″N 122°41′55″W / 38.06167°N 122.69861°W，而該地最高點為海拔高度59米（即194英尺）。

## 人口
根據2010年美國人口普查的數據，尼卡西奧的面積為3.380平方千米，當中陸地面積為3.380平方千米，而水域面積為0.000平方千米。當地共有人口96人，而人口密度為每平方千米28人。